# 美しい彼女
『美しい彼女』（うつくしいかのじょ、原題：아름다운 그녀）は、SBSにて1997年4月19日から6月8日の毎週土曜日と日曜日に放送された韓国の連続テレビドラマ。全16回。イ・ビョンホンとシム・ウナが共演した恋愛劇で、イ・ビョンホンはプロボクサー役を演じた。
ドラマ全編の動画がSBSの公式ウェブサイトで無料で公開されている。

## 出演
ファン・ジュノ
演 - イ・ビョンホン
プロボクサー。孤児院で育った。
ユ・ソニョン
演 - シム・ウナ
大学講師で未亡人。双子の子供を育てている。
ジュン
演 - キム・ミンサン
ソニョンの息子。
ウォン
演 - ユ・ヒョンジ
ソニョンの娘、ジュンの双子の妹。
チョ会長
演 - ソン・ジェホ
ボクシングジムのオーナー。ジュノの師匠。
チョ・ウニ
演 - チェ・ジョンユン
チョ会長の娘。
チャン・スンジャ
演 - ソン・オクスク
プロモーター。
マサオ
演 - ユン・テヨン
ジュノと対戦する日本人ボクサー。
イ・ミニョク
演 - ソン・スンホン
新人ボクサー。
チュンチョンテク
演 - キム・スミ
ジュノの実母。 チュンチョン出身。
ユ博士
演 - オ・ジミョン
ソニョンの父。産婦人科医。娘ソニョンとジュノの結婚に反対する。

## スタッフ
- 演出：イ・ジャンス
- 脚本：キム・ヒョソン 、クォン・ユンギョン
- 音楽：チェ・ギョンシク[8]